# 短隔鼠尾草
短隔鼠尾草（学名：Salvia breviconnectivata）为唇形科鼠尾草属下的一个种。产云南东部；生于路旁，海拔约1800米。

## 形态特征

### 整体
一年生或多年生草本；根暗褐色，狭锥形，长5-7厘米，直径4-5毫米，其上生出小支根。

### 茎
茎直立，高35厘米，四棱形，具浅槽，被向下的小疏柔毛.

### 叶
叶有根出和茎生叶两种，根出叶为单叶，叶柄长7-9厘米，被小疏柔毛，叶片卵圆形，长5-6厘米，宽4-5厘米，先端钝或圆形，基部心形，边缘具粗圆齿，草质，上面绿色，无毛，下面较淡，在脉上略被小疏柔毛；茎生叶为一回奇数羽状复叶，连叶柄长10-15厘米，宽5．5-7厘米，叶柄长4-7厘米，被小疏柔毛，混生稀疏长柔毛，小叶5-7片，卵圆形或圆卵圆形，长2-4厘米，宽1-3厘米，先端钝圆，基部圆形或浅心形，边缘具不整齐的钝锯齿，顶生小叶常较大，基部楔形，其余同根出叶。

### 花
轮伞花序2-6花，疏离，组成顶生长8-15厘米的总状花序；苞片披针形，长约1．5毫米，全缘，被小疏柔毛；花梗长3毫米，与花序轴密被疏柔毛。
花萼筒形，长7毫米，外被疏柔毛，内面除近基部无毛外满布微硬伏毛，二唇形，唇裂至花萼长1/4，上唇三角形，长2毫米，宽3毫米，先端锐尖，全缘，下唇比上唇稍长，半裂成2齿；齿三角形，先端渐尖。
花冠粉红色，长11毫米，外被短柔毛，内面无毛，冠筒筒状，长达8毫米，基部宽L25毫米，直伸，至喉部宽1．5毫米，冠檐二唇形，上唇直立，长圆形，长约3毫米，宽近2毫米，先端微凹，下唇长3毫米，宽牛毫米，3裂，中裂片最大，倒心形，长宽约2毫米，先端微凹，侧裂片斜卵圆形，宽1．2毫米。
能育雄蕊2，花丝长1．3毫米，药隔甚短，长约0．3毫米，上下臂近相等，上臂具药室，二下臂稍短，不育，不相联合。花柱与花冠近等长，先端2浅裂，前裂片较长。花盘环状。

### 果
小坚果长椭圆形，长约3毫米，青黄色，无毛。 

### 花果期
花、果期1-2月。

## 扩展阅读
- 維基物種上的相關：短隔鼠尾草

1. ↑  《中国植物志》 第66卷. . 1977: 160页.